# Suchao Nuchnum
Suchao Nuchnum (provincia de Kanchanaburi, Tailandia; 17 de mayo de 1983) es un futbolista de Tailandia que juega en la posición de centrocampista y que actualmente milita en el Kanchanaburi City FC de la Liga 3 de Tailandia.

## Carrera

### Club
| Periodo   | Club                      | Apariciones | Goles |
| --------- | ------------------------- | ----------- | ----- |
| 2003-2010 | TOT SC                    | 90          | 21    |
| 2009–2010 | → Persib Bandung (cedido) | 17          | 3     |
| 2010–2019 | Buriram United            | 156         | 14    |
| 2020–2022 | Muangkan United           | 71          | 13    |
| 2022–     | Kanchanaburi City FC      | 19          | 2     |

### Selección nacional
Jugó para Tailandia en 56 ocasiones de 2005 a 2013 y anotó seis goles; participó en la Copa Asiática 2007 y en los Juegos Asiáticos de 2006.

## Logros

### Club
- Thai League 1 (6): 2011, 2013, 2014, 2015, 2017, 2018
- Copa de Tailandia (4): 2011, 2012, 2013, 2015
- Copa de la Liga de Tailandia (5): 2011, 2012, 2013, 2015, 2016
- Copa de Campeones de Tailandia (1): 2019
- Toyota Premier Cup (3): 2012, 2014, 2016
- Copa Kor Royal (4): 2013, 2014, 2015, 2016
- Mekong Club Championship (1): 2015
- Thai Division 1 League (1): 2003
- Provincial League (1): 2006

### Selección nacional
- Juegos del Sudeste Asiático (1): 2005
- King's Cup (2): 2006, 2007
- T&T Cup (1): 2008

### Individual
- Futbolista del Mes de la Liga de Tailandia (1): octubre de 2014
- Futbolista del Año de la Liga de Tailandia (1): 2014

## Estadísticas

### Goles con selección nacional
| #  | Fecha      | Sede               | Rival      | Resultado | Torneo                           |
| -- | ---------- | ------------------ | ---------- | --------- | -------------------------------- |
| 1. | 28-12-2006 | Bangkok, Tailandia | Kazajistán | 2–2       | 2006 King's Cup                  |
| 2. | 30-12-2006 | Bangkok, Tailandia | Vietnam    | 3–1       | 2006 King's Cup - Final          |
| 3. | 12-1-2007  | Bangkok, Tailandia | Birmania   | 1–1       | 2007 ASEAN Football Championship |
| 4. | 20-5-2008  | Bangkok, Tailandia | Nepal      | 7–0       | Amistoso                         |
| 5. | 6-12-2008  | Phuket, Tailandia  | Vietnam    | 2–0       | Copa Suzuki AFF 2008             |
| 6. | 21-1-2009  | Phuket, Tailandia  | Líbano     | 2–1       | King's Cup 2009                  |